# Sigurd Nilsson
Sigurd Nilsson (* 11. Januar 1910; † 12. Februar 1972) war ein schwedischer Skilangläufer.
Nilsson, der für den Jokkmokks SK startete, wurde im Jahr 1936 schwedischer Meister mit der Staffel. Bei den Nordischen Skiweltmeisterschaften 1938 in Lahti holte er die Bronzemedaille mit der Staffel. Zudem errang er dort den 35. Platz über 18 km. 